# Anselmo Alliegro y Milá
Anselmo Alliegro y Milá (Yaguajay, 16 de marzo de 1899-Miami, 22 de noviembre de 1961) fue un  político cubano. Fue primer ministro y presidente del Senado en el Congreso de Cuba.

## Vida
Alliegro era hijo del emigrante italiano Miguel Alliegro Esculpino y la cubana Donatila Milá. Contrajo matrimonio con Ana Durán, que tenía un hijo (Alfredo González Durán) de otro matrimonio, con quien tuvo dos hijos: Rosa María y Anselmo Alliegro y Durán. Se graduó de abogado en 1919. Fue masón.
Ocupó los cargos de presidente del Senado Cubano (28 de enero de 1955-1 de enero de 1959), primer ministro de Cuba (1944), alcalde de Baracoa en la entonces Provincia de Oriente, representante en el Congreso (1925, 1940, 1945), ministro de Comercio (1942), ministro de Educación y ministro de Hacienda.

## Presidencia de Cuba
La madrugada del 1 de enero de 1959 el dictador Fulgencio Batista renuncia a la presidencia por el inminente triunfo de la Revolución cubana y huye en un avión a República Dominicana, una junta militar encabezada por el mayor general Eulogio Cantillo designó, siguiendo lo establecido en la vigente Constitución de 1940 para la sustitución presidencial, presidente de Cuba al presidente del Senado Anselmo Alliegro y Milá, que no aceptó y se asiló con su familia en la embajada de Chile en La Habana, donde estuvieron 3 meses, luego viajaron a Chile y vivieron allí 2 meses antes de mudarse a Miami, Estados Unidos.
En efecto, al renunciar Fulgencio Batista a la presidencia, encargó la jefatura de las fuerzas armadas al mayor general Eulogio Cantillo Porras. Este ante la negativa de Anselmo, comunicó el 1 de enero al juez más antiguo del Tribunal Supremo de Justicia Carlos M. Piedra y Piedra que asumiera el cargo de presidente, este aceptó pero renunció horas después. La Constitución de 1940 restablecida desde el 24 de febrero de 1955 estipulaba un orden de sucesión en caso de que quedara vacante la presidencia: vicepresidente, presidente del Senado, presidente de la Cámara de Representantes, y juez más antiguo del Tribunal Supremo. El presidente así designado debía convocar a elecciones presidenciales dentro de 90 días de asumir el cargo. El vicepresidente Rafael Guas Inclán había renunciado a inicios de noviembre de 1958 para postularse a alcalde de La Habana en las elecciones del 3 de noviembre de 1958 (fue electo), y el presidente de la Cámara de Representantes Gastón Godoy (vicepresidente electo el 3 de noviembre de 1958) había salido del país en la madrugada del 1 de enero con Batista, por lo cual no podía ocupar la presidencia.